# Martin Fuksa
Martin Fuksa, né le 30 avril 1993 à Nymburk, est un céiste tchèque de course en ligne, multiple médaillé en C1 sur 500m et 1000m.
Martin est le fils de l'ancien champion du monde de canoë Petr Fuksa et son grand-père Josef Fuksa est entraîneur de canoë ; son frère Petr Fuksa Jr., est également un céiste avec qui il a concouru en canoë biplace en compétion. 

## Carrière sportive
Martin Fuksa a commencé le canoë à l'âge de 14 ans et s'engage auprès du club pragois de l'ASC Dukla ; il remporte cinq titres aux championnats du monde U23.
Arrivé dans le circuit sénior en 2012, il remporte plusieurs médailles et titres aux Championnats d'Europe ainsi que de l'argent et du bronze aux Championnats du monde 2014 ; il remporte en 2015 son premier mondial en canoë monoplace sur 500 mètres aux Mondiaux 2015 de Milan.
Malgré ses succès en Coupe du monde, aux Championnats du monde et d'Europe, il ne réussit pas à monter sur le podium lors de ses deux premières participations aux jeux olympiques. Aux Jeux olympiques d'été de 2016 à Rio, il est cinquième de la finale du C1-1000m et éliminé en demi-finale du 500m ; aux Jeux olympiques d'été de Tokyo, il est dixième en canoë biplace avec son frère Petr Fuksa Jr.
Il tient sa revanche lors de sa troisième participation lors des Jeux olympiques de Paris 2024 avec le titre sur C1-1000m.